# غورتيرينة
الغورتيرينة (الاسم العلمي: Gorteriinae) هي عمارة نباتية تتبع قبيلة الأركتوسية من أسرة الشيكوريات.

## أجناس الغورتيرينة
- برخية (الاسم العلمي: Berkheya)
- برخوية (الاسم العلمي: Berkheyopsis)
- كولومية (الاسم العلمي: Cullumia)
- كسبيد (الاسم العلمي: Cuspidia)
- ديدلتة (الاسم العلمي: Didelta)
- غازانيا (الاسم العلمي: Gazania)
- غورتيرة (الاسم العلمي: Gorteria)
- متغايرة سهمية (الاسم العلمي: Heterorhachis)
- مسلفية (الاسم العلمي: Hirpicium)